# Tipula simova
Tipula simova är en tvåvingeart som beskrevs av Günther Theischinger 1982. Tipula simova ingår i släktet Tipula och familjen storharkrankar. Inga underarter finns listade i Catalogue of Life.